# Gorodecskij rajon
Il Gorodecskij rajon (in russo Городецкий район?) è un rajon dell'Oblast' di Nižnij Novgorod, nella Russia europea; il capoluogo è Gorodec, altra località importante è Zavolž'e.